# The Long Strike
The Long Strike er en amerikansk stumfilm fra 1911.

## Medvirkende
- Francis X. Bushman som Jim Blakely.
- Bryant Washburn som Bert Readly.
- Harry Cashman som Noah Dixon.
- Tom Shirley som Bob Dixon.